# Glomus macrocarpum
Glomus macrocarpum är en svampart som beskrevs av Tul. & C. Tul. 1845. Enligt Catalogue of Life ingår Glomus macrocarpum i släktet Glomus,  och familjen Glomeraceae, men enligt Dyntaxa är tillhörigheten istället släktet Glomus,  och familjen Glomaceae. Arten är reproducerande i Sverige. Inga underarter finns listade i Catalogue of Life.